# دلار فیجی

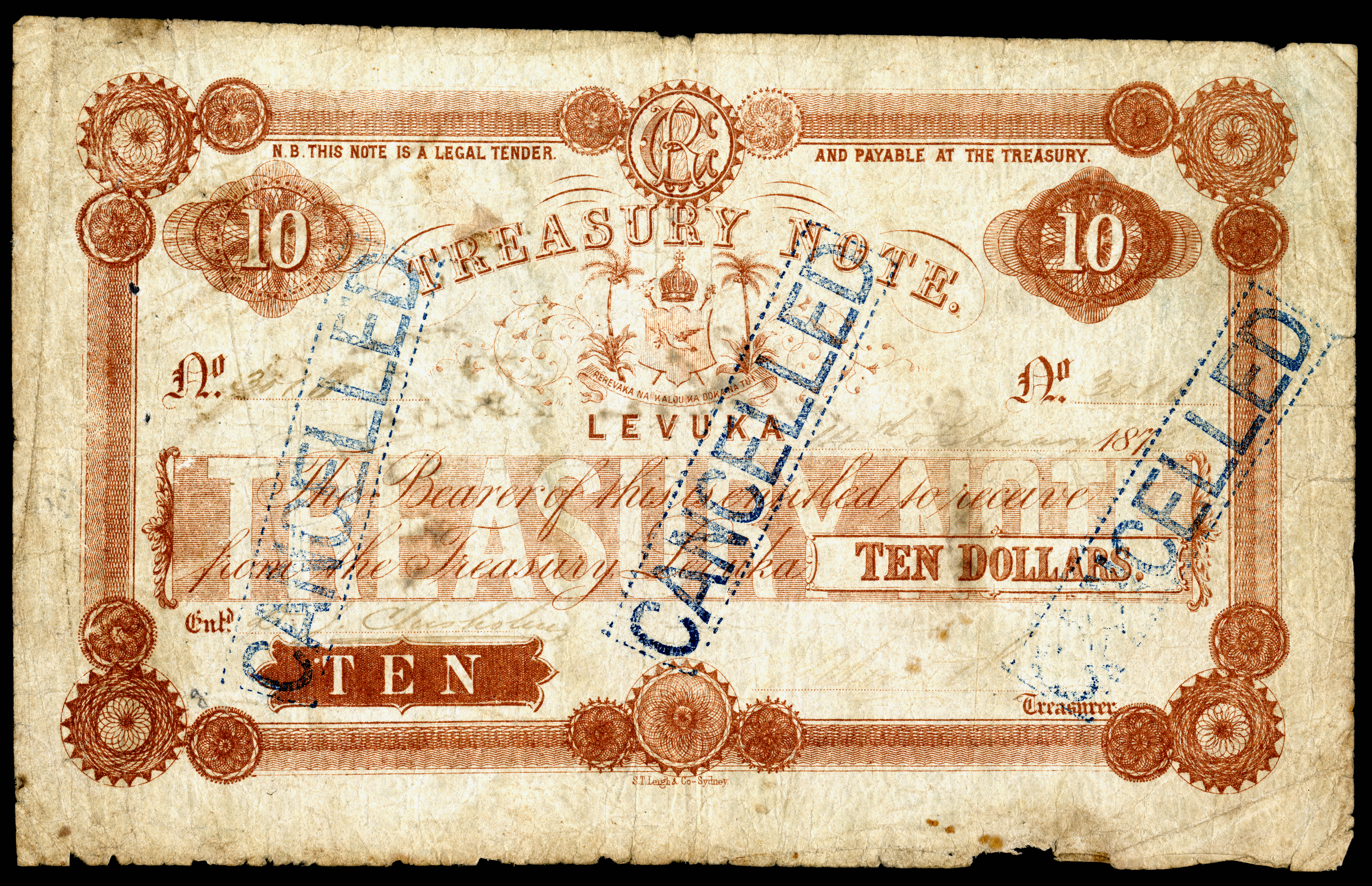
ده دلاری فیجی

دلار فیجی (به انگلیسی: Fijian dollar) با کد ایزوی FJD، یکای پول رایج در کشور فیجی است. مسئولیت کنترل این یکای پول برعهدهٔ بانک مرکزی فیجی قرار دارد.